# Кална (Клуж)
Кална (рум. Calna) насеље је у Румунији у округу Клуж у општини Вад. Oпштина се налази на надморској висини од 326 m.

## Становништво
Према подацима из 2002. године у насељу је живело 156 становника, од којих су сви румунске националности.